# ミスター・T
ミスターT（Mr. T, ミスター・ティー、本名: ローレンス・テュロー(Laurence Tureaud), 1952年5月21日 - ）は、アメリカ合衆国の俳優。イリノイ州シカゴ出身。

## 経歴
12人兄弟の11番目として生まれ、母子家庭で育てられた。
ダンバー実業高校時代は90勝1敗という圧倒的な強さで市のレスリング・チャンピオンになる。奨学金を得てテキサスA&M大学に入学するも1年で退学。のち陸軍に志願、憲兵として従軍。除隊後はNFLのグリーンベイ・パッカーズでのプロ生活を目指したが、ひざの負傷のため断念している。ニューヨークへ行きボディーガードの稼業を開業し、レオン・スピンクスのボディーガードをしていた。モハメド・アリの紹介で『ロッキー3』にクラバー・ラング役で出演し、俳優となる。特攻野郎Aチームの“コング”ボスコ・アルバート・バラカス軍曹役で知られる。
また1985年にはWWF（当時）のレッスルマニアにプロレスラーとして出場、ハルク・ホーガンとコンビを組んだ。ホーガンとはその後も『特攻野郎Aチーム』で共演している（ホーガンもロッキー3に出演しているが共演しているシーンは無い）。1995年にがん（T細胞リンパ腫）との宣告を受けそれを克服している。奇抜な髪型と、たくさんの貴金属を身に着けるファッションも知られていたが、ハリケーン・カトリーナ（2005年）の災害後は派手なファッションを控えた。
2009年現在はアメリカのショッピング番組を中心に活躍中。
2014年3月17日、WWE殿堂入りが発表された。